# 傑克遜 (愛達荷州)
傑克遜（英語：Jackson）是美國愛達荷州喀細亞縣一個非建制地區，位於魯伯特（Rupert）以東約5英里（8.0）以及縣治伯利（Burley）東北方約13英里（21）。當地海拔1269米（4163英尺），斯内克河在其西北方流經，而其美國郵遞區號則為83350。